# Macropygia magna
La tórtola cuco grande (Macropygia magna) es un ave columbiforme de la familia Columbidae propia de las islas menores de la Sonda orientales, las Tanimbar, las Selayar.

## Distribución geográfica
Es endémica de las islas Selayar, Timor, Alor, Atauro, Kisar, Wetar y otras islas Barat Daya, y los archipiélagos de Leti, Sermata y Tanimbar, pertenecientes a Indonesia y Timor oriental. Su hábitat natural son los bosques tropicales secos, tropicales húmedos.

## Subespecies
Se reconocen las siguientes:
- M. m. macassariensis Wallace, 1865 - sudoeste de Célebes, Selayar y Tanah Keke
- M. m. longa Meise, 1930 - Tanah Jampea y Kalaotoa
- M. m. magna Wallace, 1864 - Timor y Wetar
- M. m. timorlaoensis Meyer, AB, 1884 - Tanimbar

## Estado de conservación
Se encuentra amenazada por la pérdida de su hábitat natural.